# Gottfried Dietze
Gottfried Dietze (* 31. Juli 1922 in Kemberg; † Juli 2006 in Washington, D.C.) war ein US-amerikanischer Politikwissenschaftler deutscher Herkunft.
Dietze wuchs als Sohn des Bürgermeisters von Goldberg in Schlesien auf. Sein Vater wurde, weil er Freimaurer war, 1936 von seinem Posten enthoben. Gottfried Dietze war damals Mitglied der Deutschen Jungenschaft, einem 1929 von Eberhard Koebel gegründeten und ab 1933 in der Illegalität tätigen Jugendbund, der einige später prominent gewordene Personen angehörten.
Dietze studierte nach dem Ende des Zweiten Weltkriegs Auslandswissenschaft, Rechtswissenschaft, Philosophie und Politik in Berlin, Göttingen und Hamburg. 1949 wurde er in Heidelberg zum Dr. jur. promoviert mit einer unter Walter Jellinek verfassten Dissertation Über Formulierung der Menschenrechte. Nach seiner Auswanderung in die USA erwarb er in Princeton den Ph.D. mit einer Dissertation über den Begriff des „free government“ in Amerika.
Von 1954 bis zu seinem Tod lehrte er Comparative government (Vergleichende Politikwissenschaft) an der Johns Hopkins University in Baltimore und ihrer Außenstelle in Washington.
Dietze, der in einem Nachruf als „Preuße durch und durch“ bezeichnet wurde, sah sich als „anarchischen Konservativen“ und stand dem amerikanischen Libertarismus nahe. Seine Forschungsarbeit wurde mehrfach durch Drittmittel konservativer Denkfabriken wie der Earhart Foundation gefördert.
Dietzes besonderes Interesse galt stets der Entwicklung in seinem Herkunftsland, dessen „Hitlerkomplex“ – so auch der Titel eines 1990 erschienenen Buches – er als Quelle einer selbstschädigenden Außen- und Innenpolitik Deutschlands ansah. Er schrieb zu diesem Thema mehrere Bücher (siehe unten) und Artikel, u. a. in den von Hans-Dietrich Sander herausgegebenen Staatsbriefen.

## Schriften

### Zur Rechts- und Staatstheorie
- Über Formulierung der Menschenrechte, Duncker & Humblot, Berlin 1956 (jur. Diss. Heidelberg 1949).
- The Federalist. A Classic on Federalism and Free Government, 1960 (PhD thesis Princeton, 8th ed. 1998).
- In Defense of Property, 1963 (6th ed. 2004); deutsch: Zur Verteidigung des Eigentums, J. C. B. Mohr, Tübingen 1978, ISBN 3-16-340662-9.
- America's Political Dilemma. From Limited to Unlimited Democracy, 1968 (5. Auflage 2003).
- Bedeutungswandel der Menschenrechte, C. F. Müller, Karlsruhe 1972, ISBN 3-7880-0040-6.
- Kant und der Rechtsstaat, J. C. B. Mohr, Tübingen 1982, ISBN 3-16-344488-1.
- Reiner Liberalismus, J. C. B. Mohr, Tübingen 1985, ISBN 3-16-344943-3.
- Liberaler Kommentar zur amerikanischen Verfassung, J. C. B. Mohr, Tübingen 1988, ISBN 3-16-345402-X.
- Liberale Demokratie, Duncker & Humblot, Berlin 1992, ISBN 3-428-07579-X.
- Problematik der Menschenrechte, Duncker & Humblot, Berlin 1995, ISBN 3-428-08421-7.
- Begriff des Rechts, Duncker & Humblot, Berlin 1997, ISBN 3-428-09094-2.

### Zur aktuellen Politik
- Deutschland, wo bist du? Suchende Gedanken aus Washington, Olzog, München 1980, ISBN 3-7892-7154-3.
- Der Hitler-Komplex, Karolinger, Wien 1990, ISBN 3-85418-046-2.
- Bürde Würde. In: Politische Lageanalyse. Festschrift für Hans-Joachim Arndt zum 70. Geburtstag, hg. v. Volker Beismann und Markus Josef Klein, San Casciano, Bruchsal 1993, ISBN 3-928906-00-3, S. 39–52.
- Briefe aus Amerika. Befreiende Essays zur deutschen Lage, San Casciano, Aschau i. Ch. 1995, ISBN 3-928906-17-8.
- Deutschland: besser und schöner, Asgard, St. Augustin 2001, ISBN 3-427-64231-3.
- Amerikas Schuldgefühl, Asgard, St. Augustin 2005, ISBN 978-3-537-86504-5.
- Schuld und Schulden, Duncker & Humblot, Berlin 2007 ISBN 978-3-428-12161-8.